# Његуши (катун)
Његуши, у Његушком пољу и западним падинама планине Ловћена, први се пут помињу 1420. године, као „Negusi“, али је сигурно да је овај катун постојао много раније. Имао је своје старјешине, властелине, још у 15. вијеку. У једној повељи Ивана Црнојевића, из 1489. године, помиње се властела из Његуша. Наведен је Алекса Божидаревић, као кнез Његуша („от Негушах кнез Алекса Божидарович“). Исти властелин ће се 1503. године поменути као „conte Alehandro di Montenegro“, а 1504. као војвода његушки „conte Aleksa Vayvoda de Negusi de Montenegro“. Треба напоменути да су Његуши у 15. вијеку спадали у средњовјековну област Горње Зете, али у оном дијелу којим су директно господарили Црнојевићи, као својим породичним посједима. Држећи чврсто своје посједе, а касније и државну власт у рукама, а преко властелина из виђенијих породица, Црнојевићи на својој територији нијесу дозвољавали велику самосталност групама ратника (ратничких дружина) и сродством повезаних заједница. Такође, ни Млечанима нијесу жељели пружати детаљне податке о броју катуна и људи (посебно оних под оружјем) на свом посједу. Из тог разлога се у млетачком списку катуна Горње Зете из 1455. године, не помињу посебно Његуши и остали катуни (каснија племена) Старе Црне Горе (ни као катуни, ни као ратничке држине). Касније ће Његуши постати једно од највећих црногорских племена, а према подацима са почетка 17. вијека, имали су 200 домова и 480 бораца.

## Име
Још 1336. године помиње се поток у пољу, са (старим) именом Неглоше. На основу овог података из Которског архива, развила се теза да је и име катуна, каснијег племена, настало од имена потока. Друга су мишљења: да је основ назива лично име (Његуш, име које се користи још у 10. вијеку) вјероватно родоначелника старосједилаца овог катуна или назив планине (Његош, одакле су касније дошла братства Раичевићи и (Х)Ераковићи). Ово друго се сматра неутемељеним, обзиром да су наведена братства по предању населила простор Његуша у другој половини 15. вијека (из предјела Краљевине Босне, пошто је 1463. потпала под отоманску власт и након што су се, прије досељења, привремено населили под планину Његош) када је (у то вријеме) већ увелико постојао и катун и његово име.